# Willie Mosconi
William Joseph 'Willie' Mosconi (Philadelphia, 27 juni 1913 - Haddon Heights, 12 september 1993) was een Amerikaans vijftienvoudig wereldkampioen pool. Hij luisterde naar de bijnaam Mr. Pocket Billiards. Sinds 1994 spelen een Amerikaans en een Europeaans team jaarlijks een wedstrijd om de Mosconi Cup ter ere van de Amerikaan.

## Biografisch
Mosconi behaalde zijn grootste successen in de spelvorm straight pool. Zijn aantal van 526 achter elkaar gepotte ballen is een wereldrecord. De Amerikaan stopte definitief met pool in 1966, nadat hij eerder een pauze nam om te herstellen van een beroerte. Hij was in 1955 opgenomen in het Hall of Fame van de Billiard Congress of America. In 1993 stierf hij aan een hartaanval.
Mosconi trouwde tweemaal. Met zijn eerste echtgenote Ann Harrison kreeg hij eerst zoon William jr. en vervolgens dochter Candace. Hij kreeg zijn derde kind Gloria met zijn tweede vrouw Flora Marchini, met wie hij samen bleef tot aan zijn dood.
Mosconi bracht samen met co-auteur Stanley Cohen een autobiografie uit genaamd Willie's Game: An Autobiography. Samen met een ghostwriter publiceerde hij het instructieboek Willie Mosconi on Pocket Billiards.

## In de media
- Cameo in de poolfilm The Hustler, waarvoor hij adviseur was.
- In de aflevering The Dead Spy Scrawls van televisieserie Get Smart speelt hij zichzelf als poolleraar.
- In de poolfilm The Baltimore Bullet speelt Mosconi een sportverslaggever.